# Víctor Reyes
Víctor Reyes (Salamanca, 25 de febrer de 1962) és un músic i compositor espanyol, conegut com a compositor de bandes sonores. És soci de la SGAE i ha estat nominat quatre cops als Premis Goya, dos al Goya a la millor música original (el 2002 per En la ciudad sin límites i el 2010 per Buried (Enterrat) i dos al Goya a la millor cançó original el 2007 per Concursante i el 2010 per Buried (Enterrat)). El 2014 va obtenir la Medalla del Cercle d'Escriptors Cinematogràfics de 2013 a la millor banda sonora per Grand Piano, per la qual també fou guardonat als I Premis Feroz amb el premi a la millor música original.
El 2016 va obtenir fod Premis Primetime Emmy a la millor banda sonora i al millor tema per The Night Manager.

## Filmografia
- En la ciudad sin límites (2002)
- Ana y los 7 (2002)
- Motivos personales (2005)
- Génesis, en la mente del asesino (2006)
- Concursante (2007)
- Sin tetas no hay paraíso (2008)
- Paquirri (2009)
- Buried (Enterrat) (2010)
- Hospital Central (2011)
- Grand Piano (2013)
- Niños robados (2013)
- The Night Manager (2016)
- Perfectos desconocidos (2017)
- Vivir sin permiso (2018)